# Ceratoneura petiolatoides
Ceratoneura petiolatoides är en stekelart som beskrevs av Ikeda 2001. Ceratoneura petiolatoides ingår i släktet Ceratoneura och familjen finglanssteklar. Inga underarter finns listade i Catalogue of Life.